# Sidonie Voitus
Sidonie Wilhelmine Christine Voitus, geb. Pappritz (* 1753; † 7. Mai 1837 in Berlin), war eine deutsche Sängerin (Sopran) sowie Mitbegründerin und Vorsteherin der Berliner Singakademie.

## Leben
Sidonie Pappritz war die Tochter des Oberfinanzrats Ludwig Friedrich Pappritz (1719–1782) und der Johanna Sophie geb. Block. Ihre Schwester Juliane (auch Julie genannt) war mit Carl Friedrich Zelter verheiratet. Sidonie verheiratete sich 1781 mit dem Arzt der Königlichen Armee Johann Christian Friedrich Voitus (1741–1787).

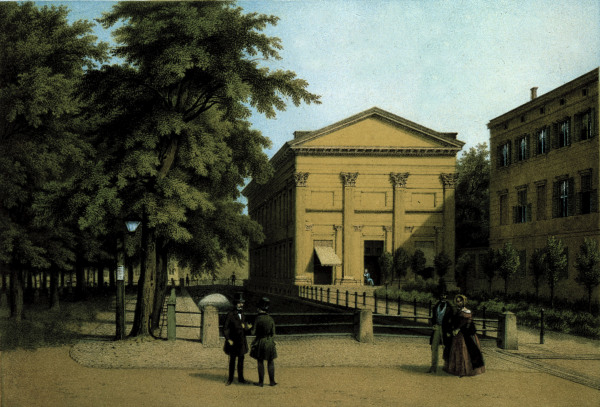
Ludwig Eduard Lütke – Singakademie Berlin (vor 1850)

Ab Mai 1791 fanden in ihrer Wohnung Unter den Linden 59 die ersten Treffen der später als Singakademie bekannt gewordenen Chorvereinigung statt, die ab 1792 in ihrer neuen Wohnung in der Charlottenstraße 61 fortgesetzt wurden. Zu diesen zunächst als „Singe-Übungen“ bezeichneten Treffen versammelten sich um die 20 Sänger. Die wöchentlichen Proben wurden von Carl Friedrich Christian Fasch und Carl Friedrich Zelter geleitet. Ab Oktober 1793 probte die Chorvereinigung in dem Saal der Akademie der Künste Unter den Linden, da aufgrund der wachsenden Zahl, mittlerweile über 40 Sänger und Sängerinnen, die Wohnung von Sidonie Voitus nicht mehr genug Platz bot. Von da an nannte sich die Chorvereinigung, in Anlehnung an ihre Probestätte, „Sing-Academie“. Dass es sich hierbei um einen gemischten Chor handelte, war eine Besonderheit, denn bis dahin wurde Chorgesang fast ausschließlich von Knaben und Männern, in Schul- oder Kirchenchören, ausgeübt. 1827 erhielt sie ein eigenes Gebäude, die Singakademie, heutiges Maxim-Gorki-Theater, Berlins erster Konzertsaal. Öffentliche Auftritte in Berlin erfolgten ab 1791, die Chorvereinigung führte anfangs besonders Motetten von Bach auf sowie im öffentlichen Konzertleben selten gespielte geistliche Werke, vor allem Oratorien wie z. B. Die Schöpfung oder Die Jahreszeiten von Haydn und Werke von Bach wie z. B. die Johannes-Passion, die h-moll-Messe oder das Weihnachtsoratorium.
Sidonie Voitus war von 1791 bis zu ihrem Tod 1837 Mitglied der Berliner Singakademie und bis 1821 Mitglied des Vorstands. Mit ihrem Mann hatte sie zwei Töchter: Minna, sie war ebenfalls Mitglied der Singakademie, von 1793 bis 1800, im Stimmfach Alt, und Ernestine († 1859): Sie war Gesangsschülerin ihrer Tante Julie Zelter und als Sopranistin ab 1837 bis zu ihrem Lebensende Mitglied der Berliner Singakademie.
Sidonie Voitus war außerdem Mitglied der sogenannten „Feßlerschen Mittwochsgesellschaft“, eine im Geiste der Aufklärung regelmäßige Zusammenkunft bürgerlicher Frauen und Männer, christlicher und jüdischer Konfession, bei der musiziert, Vorträge gehalten oder diskutiert wurde.